# Karichma Ekoh
Karichma Kaltoumé Ekoh (* 4. März 1998 in Clichy, Frankreich) ist eine französisch-kamerunische Handballspielerin, die für die kamerunische Nationalmannschaft aufläuft.

## Karriere

### Im Verein
Ekoh spielte anfangs Handball in Villemomble. Nachdem die Rückraumspielerin ab 2012 in Blanc-Mesnil gespielt hatte, lief sie ab 2015 in Aulnay-sous-Bois auf. Ein Jahr später schloss sich Ekoh Nantes Atlantique Handball an, mit dem sie in der Division 1 auflief und am EHF-Pokal teilnahm. Im Dezember 2019 wurde sie vom Ligakonkurrenten Entente Sportive Bisontine Féminin verpflichtet, um den verletzungsbedingten Ausfall von Alice Lévêque zu kompensieren. In der Spielzeit 2020/21 spielte Ekoh für den Zweitligisten Handball Club Celles-sur-Belle, mit dem ihr der Aufstieg in die höchste französische Spielklasse gelang.
Ab dem Sommer 2021 stand Ekoh beim Zweitligisten Stella Saint-Maur Handball unter Vertrag, der schon Ende Oktober 2021 auf ihren Wunsch hin aufgelöst wurde. Anschließend schloss sie sich dem Erstligisten CJF Fleury Loiret Handball an. Nachdem Fleury Loiret im Jahr 2022 aus der Division 1 abgestiegen war, unterschrieb sie einen Vertrag beim Erstligisten Chambray Touraine Handball. Im Januar 2023 wechselte sie zum italienischen Erstligisten AC Life Style Handball Erice. Mit Erice gewann sie 2023 den italienischen Pokal. Im Pokalfinale war sie mit zehn Treffern die torgefährlichste Akteurin ihrer Mannschaft. Ein Jahr später verteidigte sie mit Erice den italienischen Pokal.

### In Auswahlmannschaften
Ekoh lief für die französische Juniorinnennationalmannschaft auf, mit der sie bei der U-19-Europameisterschaft 2017 die Goldmedaille gewann. Im Finale gegen Russland war sie mit sieben Treffern die torgefährlichste Spielerin ihrer Mannschaft. Im darauffolgenden Jahr nahm sie mit Frankreich an der U-20-Weltmeisterschaft teil. Ekoh erzielte im Turnierverlauf insgesamt 45 Treffer und belegte gemeinsam mit der Russin Jelena Michailitschenko den neunten Platz in der Torschützinnenliste.
Ekoh entschloss sich im Jahr 2021 für Kamerun, das Heimatland ihrer Eltern, aufzulaufen. Bei der im Sommer 2021 ausgetragenen Afrikameisterschaft gewann sie mit Kamerun die Silbermedaille. Ekoh wurde zusätzlich in das All-Star-Team berufen. Durch die Vizeafrikameisterschaft qualifizierte sich Kamerun für die Weltmeisterschaft 2021, die die Mannschaft auf dem 28. Platz abschloss. Ekoh warf während der Weltmeisterschaft 27 Tore für Kamerun. 2022 belegte sie bei der Afrikameisterschaft erneut den zweiten Platz.